# Chelă

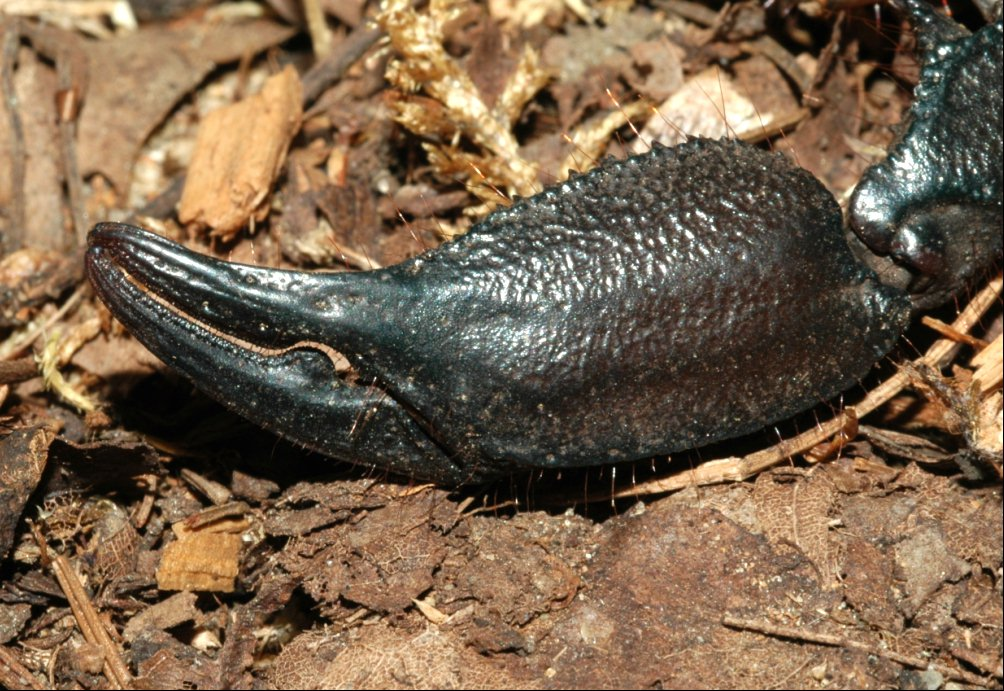
Chela unui scorpion

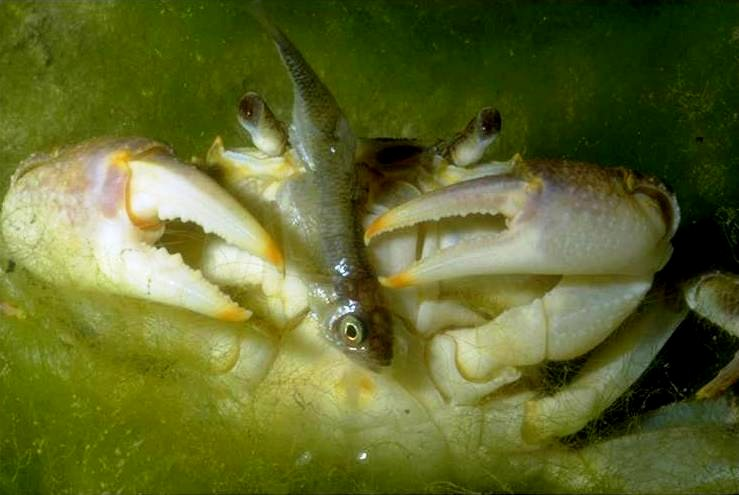
Chela unui crab

Chela (din greacă chélé = foarfece) este un apendice de forma unui clește amplasat la capătul terminal al unor membre, cum ar fi pedipalpii unor arahnide, întâlnindu-se, de obicei, la artropode: scorpioni, pseudoscorpion, raci, crabi etc.
Chela este alcătuită din două articole (gheare), ambele sau numai unul mobil. De asemenea și lungimea articolelor variază.
Chela este utilizată la colectarea hranei, apucarea și fărâmițarea prăzii sau ca armă în lupte. În unele cazuri, chelele sunt folosite și ca un instrument de curtare.

## Referință
1. ↑  Wolff, Jonas O.; Schönhofer, Axel L.; Martens, Jochen; Wijnhoven, Hay; Taylor, Christopher K.; Gorb, Stanislav N. (iulie 2016), „The evolution of pedipalps and glandular hairs as predatory devices in harvestmen (Arachnida, Opiliones)”, Zoological Journal of the Linnean Society (în engleză), 177 (3), pp. 558–601, doi:10.1111/zoj.12375, accesat în 7 iunie 2021
2. ↑  Hauke, Tobias J.; Herzig, Volker (noiembrie 2017), „Dangerous arachnids—Fake news or reality?”, Toxicon (în engleză), 138, pp. 173–183, doi:10.1016/j.toxicon.2017.08.024, accesat în 7 iunie 2021
3. ↑  Cushing, Paula E.; Casto, Patrick; Knowlton, Elizabeth D.; Royer, Suzanne; Laudier, Damien; Gaffin, Douglas D.; Prendini, Lorenzo; Brookhart, Jack O. (1 martie 2014), „Comparative Morphology and Functional Significance of Setae Called Papillae on the Pedipalps of Male Camel Spiders (Arachnida: Solifugae)”, Annals of the Entomological Society of America (în engleză), 107 (2), pp. 510–520, doi:10.1603/AN13140, accesat în 7 iunie 2021